# Sarmatsko more
 Ovo je glavno značenje pojma Sarmatsko more. Za druga značenja pogledajte Sarmatsko more (razdvojba).
Sarmatsko more (ruski: Сарматское море) je drevno more koje je postojalo prije 14 – 10 milijuna godina na području od Panonskoga mora do Aralskoga jezera s otocima Krim i Kavkaz. Sarmatsko more prostiralo se od današnjega Beča do podnožja Tanšana, uključujući današnje Crno i Azovsko more, Kaspijsko i Aralsko jezero. Sarmatsko more karakterizira izoliranost od svjetskoga oceana i postupna desalinacija. Sarmatsko more postupno se desaliniralo zbog dotoka riječnih voda koje su se ulijevale u more i to možda čak više od današnjega Kaspijskoga jezera. Prije 14 – 10,5 milijuna godina Sarmatsko more je gotovo bilo zatvoreno jezero-more te je bilo loše povezano sa Sredozemnim morem koje se nalazilo južno od Sarmatskoga mora.
Duž obale Sarmatskoga mora lutala su krda slonova, mastodona, žirafa, nosoroga, jelena, velikih svinja i hippariona. Prije oko 10 milijuna godina Sarmatsko more ponovo uspostavlja vezu sa svjetskim oceanom u području današnjega Bospora. To se razdoblje zvalo Maeotsko more. Maeotsko more činilo je današnje Crno more i Kaspijsko jezero povezano sjevernokavkaskim kanalom. Prije 6 milijuna godina došlo je do dijeljenja Maeotskoga mora na Crno more i Kaspijsko jezero. Raspad mora djelomično je povezan s porastom kavkaskih planina i spuštanjem razine Sredozemnoga mora. Prije 5 – 4 milijuna godina ponovno je narasla razina Crnoga mora te se Crno more ponovno povezalo s Kaspijskim jezerom čineći tako Akčagiljsko more koje je obuhvaćalo Crno more, Kaspijsko i Aralsko jezero i poplavljivalo područja današnjega Turkmenistana i Nižeg Povolžja. Akčagiljsko more se kasnije razvilo u Apšeronsko more.